# Xã Tonganoxie, Quận Leavenworth, Kansas
Xã Tonganoxie (tiếng Anh: Tonganoxie Township) là một xã thuộc quận Leavenworth, tiểu bang Kansas, Hoa Kỳ. Năm 2010, dân số của xã này là 5.717 người.